# Selenophorus contractus
Selenophorus contractus är en skalbaggsart som beskrevs av Thomas Casey. Selenophorus contractus ingår i släktet Selenophorus och familjen jordlöpare. Inga underarter finns listade i Catalogue of Life.